# Karola Niederhuber
Karola Niederhuber (geboren am 7. Juni 1976 in Linz) ist eine österreichische Schauspielerin.

## Leben
Niederhuber studierte an den Performing Arts Studios Vienna. Sie war fest engagiert bei den Berliner Kammerspielen, beim Stadttheater Bern, dem Staatstheater Mainz, der Komödie am Kurfürstendamm, dem Theater am Goetheplatz in Bremen, den Sommerfestspielen Melk, dem Schauspielhaus Wien, dem Theater in der Drachengasse, Salon 5, und dem Stadttheater Klagenfurt. Sie gab Gastspiele am Theater an der Winkelwiese in Zürich, am Grand théâtre de la ville de Luxembourg in Luxemburg und am Nationaltheater Lissabon. Sie spielte viele moderne Stücke, die West Side Story und Stücke von Marlene Streeruwitz und Joshua Sobol, auch Alice im Wunderland mit demselben Regisseur von Salzburg, Henry Mason. 
In Film und Fernsehen spielte Niederhuber in der Serie SOKO Donau, im Film Wie man leben soll und im Landkrimi Der Tote am Teich. Regisseure waren David Schalko, Andreas Gruber und Nikolaus Leytner.
Beim Salzburger Young Directors Project 2012 zeigte Cornelia Rainer den Jakob Lenz, Niederhuber verkörperte die Magd. Im Sommer 2015 spielte Niederhuber bei den Salzburger Festspielen in Hallein Theater in Die Komödie der Irrungen von Shakespeare.
Mit dem Schauspieler Reinhold G. Moritz hat sie zwei gemeinsame Töchter.

## Filmografie (Auswahl)
- 2010: Lilly Schönauer – Wo die Liebe hinfällt
- 2010: Vitasek? – Andere Umstände
- 2012: Es kommt noch dicker – Der Friseur
- 2015: Landkrimi – Der Tote am Teich
- 2015: SOKO Donau – Lara K.
- 2016: Hannas schlafende Hunde
- 2017: Schnell ermittelt – Wolf Brennersdorfer
- 2017: SOKO Donau – Ich sehe was, was du nicht siehst
- 2018: Landkrimi – Der Tote im See
- 2020: Lovecut
- 2021: Die Toten vom Bodensee – Der Seelenkreis
- 2022: Vienna Blood – Der Schattengott (Fernsehreihe)

## Belege
1. ↑  Karola Niederhuber bei Filmmakers
2. ↑  Karola Niederhuber bei Filmmakers, abgerufen am 1. November 2021
3. ↑  derStandard.at: Schauspieler Karola Niederhuber und Reinhold Moritz. Artikel vom 23. Jänner 2017, abgerufen am 25. Jänner 2017.

| Personendaten    | Personendaten                  |
| ---------------- | ------------------------------ |
| NAME             | Niederhuber, Karola            |
| KURZBESCHREIBUNG | österreichische Schauspielerin |
| GEBURTSDATUM     | 7. Juni 1976                   |
| GEBURTSORT       | Linz                           |